# Работорговля
Работорго́вля — продажа и покупка (торговля) людей в рабство. Наиболее массовым проявлением работорговли в истории человечества был вывоз рабов из Африки; в связи с этим наиболее распространён образ чернокожего раба. Однако работорговля непосредственно не связана с расовой принадлежностью рабов.
С развитием общественной морали работорговля трансформировалась из привилегии в преступление, утратила массовый характер, но, тем не менее, не исчезла полностью.

## История

### Древность

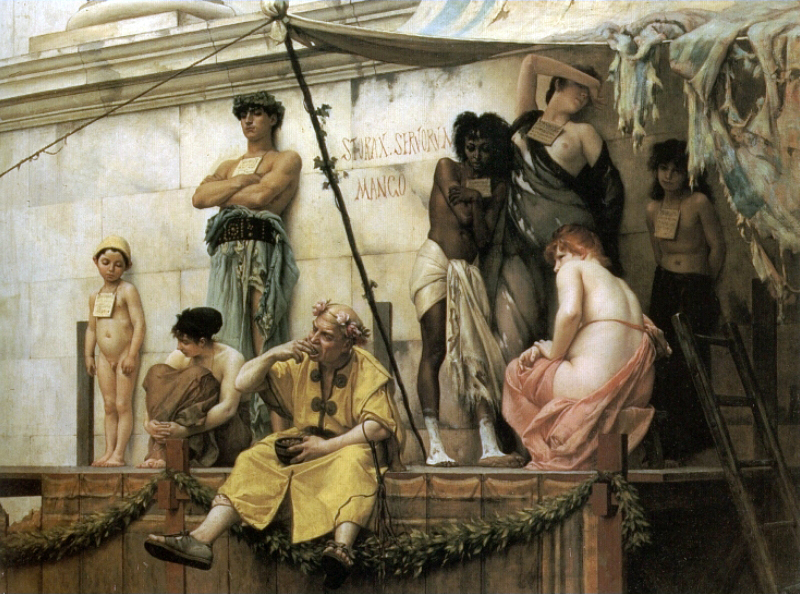
Гюстав Буланже, «Рынок рабов»

Зарождение работорговли относится ко временам, не сохранившимся в письменной истории. Устные предания, записанные много позже, уже упоминают о её существовании. Древнейшие источники Египта и Месопотамии свидетельствуют, что рабство, а с ним и торговля рабами, составляли заметную, если не определяющую, часть экономики государств древности.

### Арабская работорговля в Африке

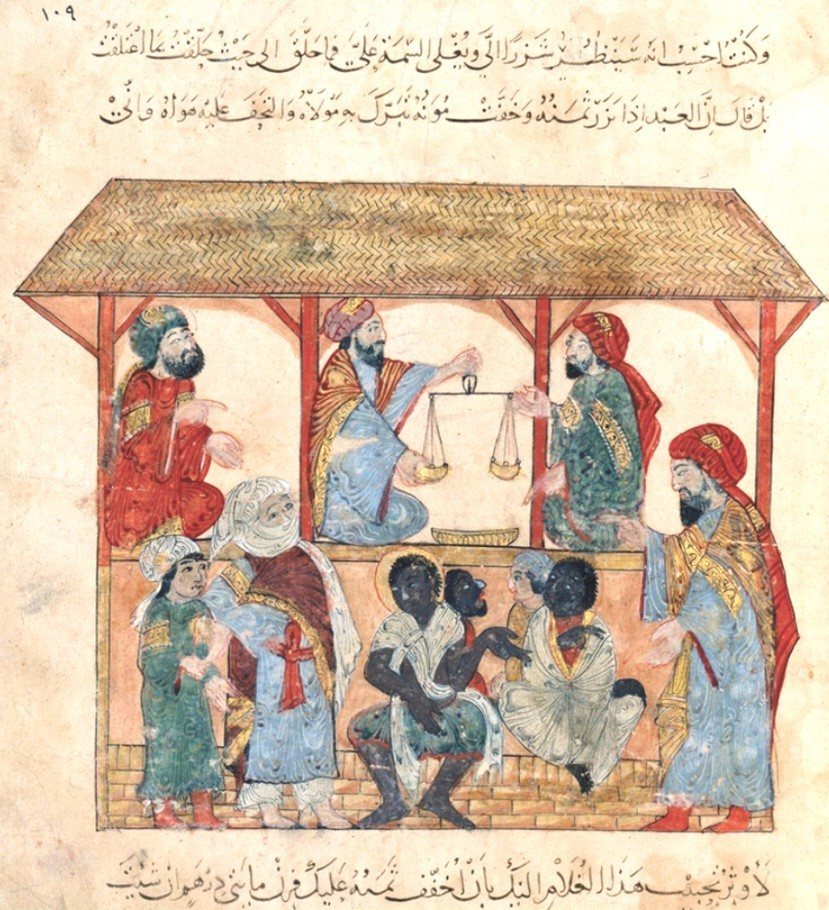
Продажа рабов на рынке в Йемене, XIII век

В древние времена рабы-негры вывозились в Египет, Финикию, Грецию, Рим. Позже арабы стали вывозить их в Северную Африку, Аравию, Турцию, Персию.
В XIX веке главным центром арабской работорговли стали Занзибар и Египет. Отсюда работорговцы отправлялись с вооружёнными отрядами вглубь Африки — в страны по верховьям Нила и Конго и в область Великих озёр, производили там опустошительные набеги, основывали, местами, укреплённые станции и доставляли рабов к прибрежным пунктам восточной Африки.
Запрещение в конце XIX века английскими властями работорговли в Египте, европейская колонизация тропической восточной Африки и меры, предпринятые бельгийскими властями Конго, привели к резкому сокращению арабской работорговли и превращению её в незаконную. В таком виде она продолжалась весь XX век. В Саудовской Аравии рабство официально отменили только в 1962 году.

### Золотая Орда, Крымское ханство, Османская империя и другие переднеазиатские государства
Работорговля была важной частью экстенсивной экономики средневековых государств, созданных кочевниками, таких как Арабский халифат, Золотая Орда, Крымское ханство и Османская империя. Монголо-татары, обратившие огромные массы покорённого населения в рабство, продавали рабов как мусульманским купцам, так и итальянским торговцам, владевшим с середины XIII-го века колониями в северном Причерноморье (Кафа (ныне Феодосия) с 1266, Воспоро, Чембало, Тана (Азов), на константинопольском рынке (для восполнения гребцов на галерах) и др. Часть рабов-мужчин использовалась монголо-татарами в качестве пастухов и земледельцев, слуг, но большинство продавалось. Бадр ад-Дин аль-Айни (1361—1451), описывая завоевание монголо-татарами кипчаков, алан, ассов, черкес и русских, сообщает, что «взятые в плен из этих народов были отвезены в земли сирийские и египетские» и от них произошли мамлюки, «оставившие прекрасные следы в государствах мусульманских».
Один из наиболее оживлённых путей работорговли вёл из азовской Таны в Дамиетту в Египте, в устье Нила. За счёт рабов, вывезенных из Причерноморья, пополнялась мамлюкская гвардия багдадских Аббасидов и каирских Айюбидов. Знаменитый мамлюкский султан Бейбарс I, разгромивший монголов в 1259, был рабом из Причерноморья, предположительно кипчаком, проданным татаро-монголами в Египет.
Крымское ханство, сменившее монголо-татар в северном Причерноморье, также активно занималось работорговлей. Основной рынок рабов находился в Кафе. Рабы, захваченные крымскими отрядами в Польско-Литовском государстве, в Московском государстве, на Северном Кавказе продавались преимущественно в мусульманские страны Передней Азии. C 1463 года по 1779 год крымскими татарами было продано в рабство более 3 миллионов жителей России, Украины, Польши и Северного Кавказа. При этом не все рабы попадали к крымским татарам в результате набегов. Черкесы сами продавали в рабство татарам собственных девушек и юношей (родители продавали в рабство своих детей в неурожайные годы, чтобы избавить их от голодной смерти). Украинский гетман П. Дорошенко в 1670-х годах продавал крымским татарам казачьи семьи, пытавшиеся перебежать к его противнику И. Самойловичу. В начале XVIII века во время Северной войны русские казаки продавали крымским татарам пленников, захваченных в Лифляндии и Ингерманландии.
Крупный центр работорговли находился в Астраханском ханстве, где продавались рабы, захваченные ногайцами и Казанским ханством. Значительная часть рабов, захваченных кочевниками, продавалась в Османскую Турцию. Из рабов пополнялась янычарская гвардия и султанская администрация.
Кроме того, в Османскую империю попадали африканские рабы, переправленные в центры арабской работорговли (как, например, Фес) или в портовые города Абиссинии по транссахарским торговым путям.

### Европа

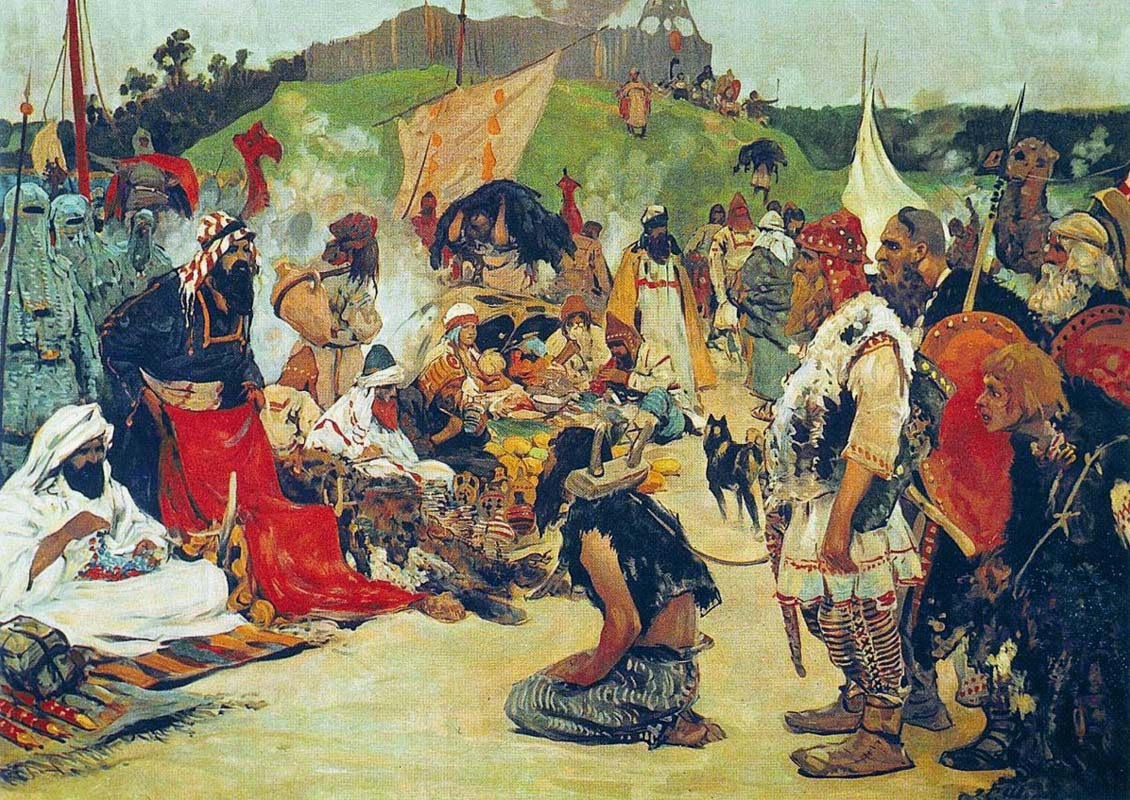
Картина С. В. Иванова «Торг в стране восточных славян».

Работорговля в Западной Европе существовала на всем протяжении Средних веков, в частности ею занимались скандинавские викинги и итальянские купцы. Генуэзцы и венецианцы, владевшие торговыми факториями на Чёрном и Азовском морях, покупали рабов (славян, тюрок, черкесов) и продавали их в страны Средиземноморья, как мусульманские, так и христианские. Славянские рабы отмечаются в XIV веке в нотариальных актах некоторых итальянских и южнофранцузских городов (Руссильон).
В Западную Европу рабы стали ввозиться прежде всего португальцами из Африки в середине XV века, а с начала XVI века испанцы начали доставлять их в Вест-Индию, португальцы — в Бразилию. В течение XVI—XVII веков торговля рабами составляла королевскую привилегию, передававшуюся частным лицам, большей частью как монополия, с обязательством доставить в колонии определённое количество рабов в определённое время. Расцвет торговли неграми последовал с основанием больших торговых компаний в Голландии, Франции и Англии (1621—1631 гг.), получивших привилегии на вывоз рабов из западной Африки, на пространстве от тропика Рака до мыса Доброй Надежды.
В 1698 году английский парламент разрешил частным лицам заниматься работорговлей.
Жители Древней Руси также активно занимались работорговлей. Так, В. Ключевский писал: Уже в Х—XI вв. челядь составляла главную статью русского вывоза на черноморские и волжско-каспийские рынки. Русский купец того времени всюду неизменно являлся с главным своим товаром, с челядью. Восточные писатели X в. в живой картине рисуют нам русского купца, торгующего челядью на Волге; выгрузившись, он расставлял на волжских базарах, в городах Болгаре или Итиле, свои скамьи, лавки, на которых рассаживал живой товар — рабынь. С тем же товаром являлся он и в Константинополь. Когда греку, обывателю Царьграда, нужно было купить раба, он ехал на рынок, где «русские купцы приходяще челядь продают» — так читаем в одном посмертном чуде Николая-чудотворца, относящемся к половине XI в. И. Фроянов писал: Есть достаточно данных, чтобы говорить о значительном подъёме работорговли у восточных славян IX-X вв. Если в прежнюю эпоху выкуп из рабства преобладал над торговлей рабами, то с этих пор превалировать начинают торговые сделки живым товаром. Причём, хотя и очень медленно, но шаг за шагом развивается внутренняя работорговля, достигшая в X в. некоторых успехов.
Генуэзские колонии в Северном Причерноморье были поставщиками рабов в Италию и Испанию, также генуэзцы продавали рабов в Египет, что стало фундаментом военной мощи мамлюков. В XIII веке в Генуе черкесы составляли 45 % от всех восточных рабов, лазы — 17 %, болгары — 12 %, русские — 5 %. Восточных (черноморских) рабов было намного больше, чем «сарацин». Многие попадали в рабство малолетними. Племена Кавказа, побуждаемые голодом, часто продавали генуэзцам маленьких детей, которые были ещё не в состоянии работать. Мальчики-рабы приобретались, чтобы помогать хозяйкам в домашних делах и мастерам-ремесленникам в качестве подмастерьев. Но гораздо больший спрос на мальчиков и взрослых мужчин существовал в Египте, где их использовали как воинов-мамлюков. Девушки-рабыни, которых покупали в качестве наложниц, стоили дороже мужчин.

### Средняя Азия
Кочевники Средней Азии (прежде всего туркмены) совершали набеги на пограничные районы Российской империи, Ирана, Афганистана, похищали мирных жителей и доставляли их на невольничьи рынки. В Бухарском эмирате самые высокие цены были на рабов русского происхождения, их в основном покупали правители для зачисления в армию. Однако основным центром работорговли было Хивинское ханство. В 1873 году Российская империя навязала Хивинскому ханству и Бухарскому эмирату договоры, по которым рабство и работорговля запрещались. Но тайная торговля рабами в Бухарском эмирате и Хивинском ханстве продолжалась почти до середины 1880-х годов.
Российская колонизация юга Сибири, приводившая к соприкосновению с казахами и Джунгарским ханством, вызывала спрос на рабов и со стороны русских. Русские использовали рабов-азиатов в основном для домашнего услужения и самых тяжёлых работ по хозяйству. Императрица Анна Иоанновна издала указ от 16 ноября 1737 года, в котором говорилось: «Калмык и других наций, которые, как известно, крещены бывают и хозяевам достаются больше малолетние… позволяется всякому таких покупать, крестить и у себя держать без всякаго платежа подушных денег, с одною запискою в губернских и воеводских канцеляриях». Во время разгрома Джунгарии империей Цин и истребления джунгар китайско-маньчжурскими войсками казахские кочевники (которых русские назвали киргиз-кайсаками) ловили джунгарских беженцев и продавали их в рабство, в том числе и русским. Это вызвало появление указа императрицы Елизаветы Петровны от 19 ноября 1756 года, в котором говорилось: «по недостатку в Сибири таких людей, которым по указам крепостных людей иметь велено» (потомственных дворян), право покупать и выменивать «привозимых Киргиз-Кайсаками разных наций пленников» предоставляется «всякаго звания людям». 23 мая 1808 года Александр I издал указ, согласно которому казахам запрещалось продавать детей хивинцам, но дозволялось «всем российским подданным свободных состояний» покупать и выменивать на пограничной линии детей казахов с тем условием, чтобы они по достижении 25-летнего возраста получали свободу. В 1819 году указ об освобождении по достижении 25-летнего возраста был распространён на вновь приобретаемых рабов всех национальностей, а в 1825 году и окончательно в 1828 году — на всех невольников, приобретённых с 23 мая 1808 года, причём покупка новых рабов запрещалась. Однако рабы, приобретённые дворянами до 23 мая 1808 года, продолжали оставаться в неволе пожизненно, а приобретённые недворянами — до смерти хозяина. Память о работорговле сохранилась в форме русской поговорки: «Молчит как обмен» — о приобретаемом в обмен на товар рабе, ничего не понимавшем по-русски.

### Африка, Северная и Южная Америка

Корабли, в которых перевозили рабов из Африки

В результате плаваний Генриха Мореплавателя во второй четверти XV века в Португалию была доставлена небольшая партия чернокожих жителей Западной Африки. Некоторые из них остались жить при дворах знатных особ, некоторые были проданы на невольничьем рынке. Генрих тут же ввёл государственную монополию на торговлю чёрными невольниками.

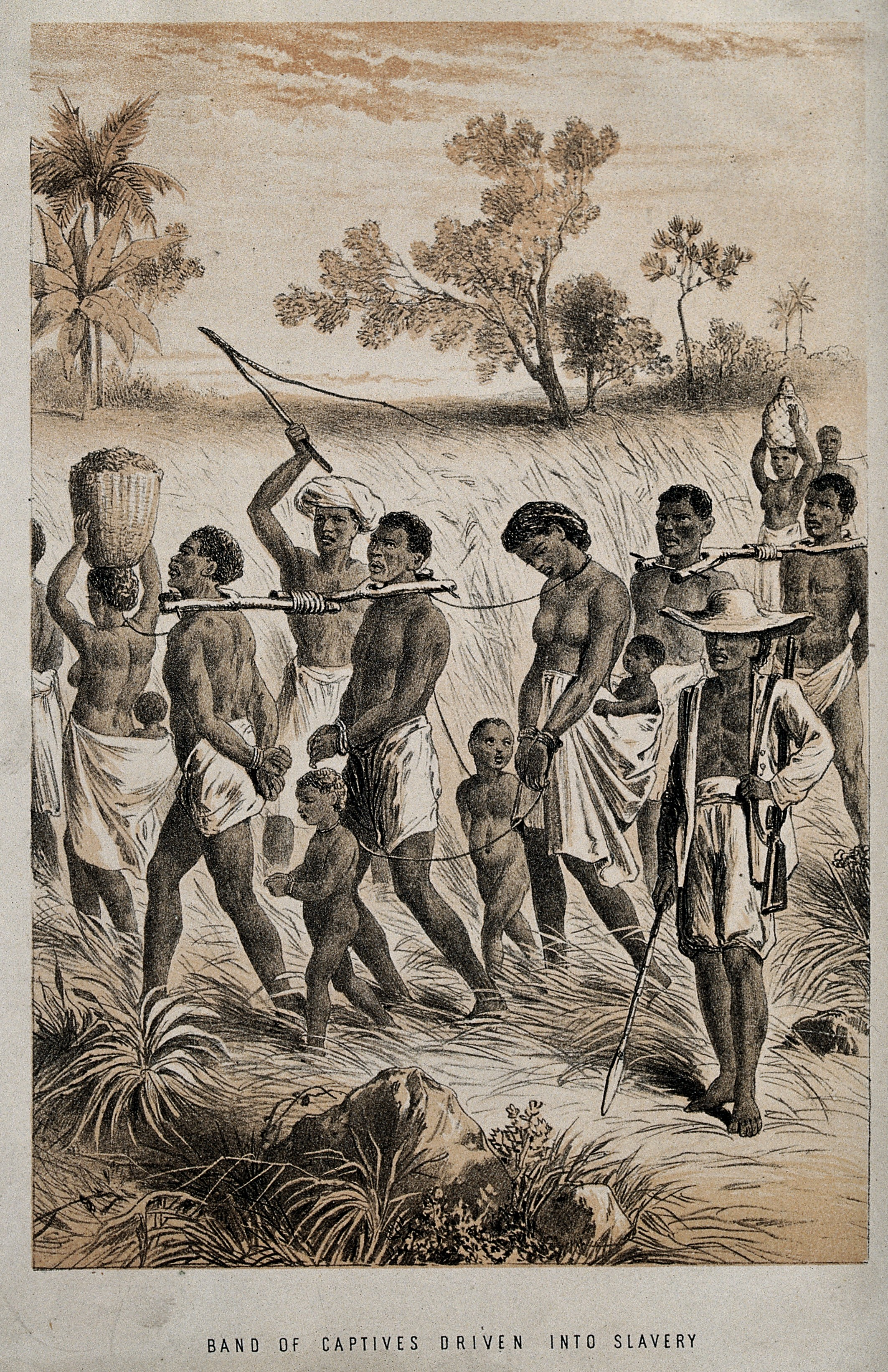
Захваченных рабов ведут на продажу в Африке

А в 1452 году папа римский Николай V своей буллой Romanus Pontifex санкционировал захват португальцами африканских земель и обращение их жителей в рабство.
В 1510 году первые 250 африканцев с побережья Гвинейского залива были доставлены на золотые рудники Эспаньолы, в испанские владения в Южной Америке. На территорию Гондураса и Гватемалы рабов впервые привезли в 1526, Колумбии — 1533.

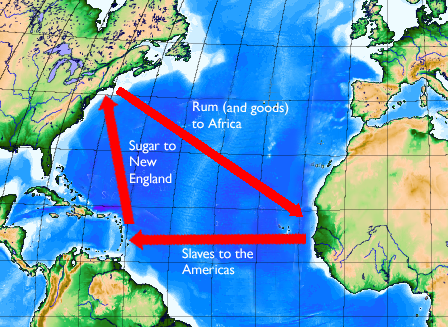
Торговля по золотому треугольнику

Мало-помалу развилась целая система торговли рабами; особой профессией стала охота за рабами в Африке или покупка их за бесценок у прибрежных племён. Рабы выводились к берегу караванами, связанные по рукам и с наложенными на шеи деревянными развилками; затем их нагружали массами на корабли и доставляли в американские порты. Множество их погибало от тесноты, болезней, плохого питания.
Вывоз рабов из Африки, их продажа в Южной Америке, покупка на вырученные деньги сахара и другого сырья с целью торгового обмена на ром и другие продукты Северамериканских колоний, а затем продажа экспортных товаров в Европе оказались весьма прибыльным делом.
Такая схема была названа «Торговлей по золотому треугольнику». Цена любого товара (будь то рабы, ром или сахар) на каждом звене этой торговой цепи после перевозки возрастала в несколько десятков раз, не только покрывая торговые издержки, но и обеспечивая обогащение торговым дельцам.
В североамериканских колониях, особенно в Виргинии, англичане сначала использовали в качестве рабов шотландских и ирландских военнопленных. Африканцы были впервые ввезены в 1620 году, причём английское правительство навязало их колониям, введя монополию. Всего в Северную и Южную Америку было доставлено около 12,5 млн рабов из Африки, из них выжило около 10,5 миллионов. Согласно некоторым оценкам, до запрета работорговли в XIX веке из стран Африки было вывезено более 14 миллионов человек. Негры в британских колониях Северной Америки использовались преимущественно в плантационном хозяйстве, например, при выращивания хлопка.

## Отмена работорговли в колониях европейских держав
Жалкая участь негров-рабов стала возбуждать протесты: ещё в XVIII веке в Великобритании развернулось политическое движение за отмену работорговли. Первый билль о запрете работорговли был внесён Уильямом Уилберфорсом (William Wilberforce, 1759—1833) в Парламент в 1791 году, но не был поддержан большинством голосов. В 1798 году возникло первое противоневольничье общество «Африканская Ассоциация». По её требованию британский Парламент назначил комиссию для исследования положения африканских рабов, результатом чего стал первый акт для облегчения их положения. Стимулом для широкой дискуссии о положении рабов в колониях стала автобиография Олауда Эквиано, хотя, как полагают современные исследователи, многое в его книге вымышлено.
Освобождение негров вызвало сначала упадок некоторых колоний, но положение быстро нормализовалось за счёт привлечения вольнонаёмных негров, кули и китайцев. Во французских колониях некоторые меры к облегчению положения рабов были приняты в так называемом «Code noir» 1685 и 1724 годов. В ходе Французской революции в 1794 году было провозглашено всеобщее освобождение, но фактически оно состоялось лишь на Гаити в результате победившего восстания рабов. В других французских колониях рабство было восстановлено, и было окончательно отменено только в ходе революции 1848 года. На Кубе, которая была испанской колонией, из 1 650 тыс. населения насчитывалось 530 тыс. цветного. Освобождение рабов произошло там позже, чем в США, где оно осуществилось в результате гражданской войны между Северными и Южными штатами, окончившейся в 1865 году.

## Запрет работорговли

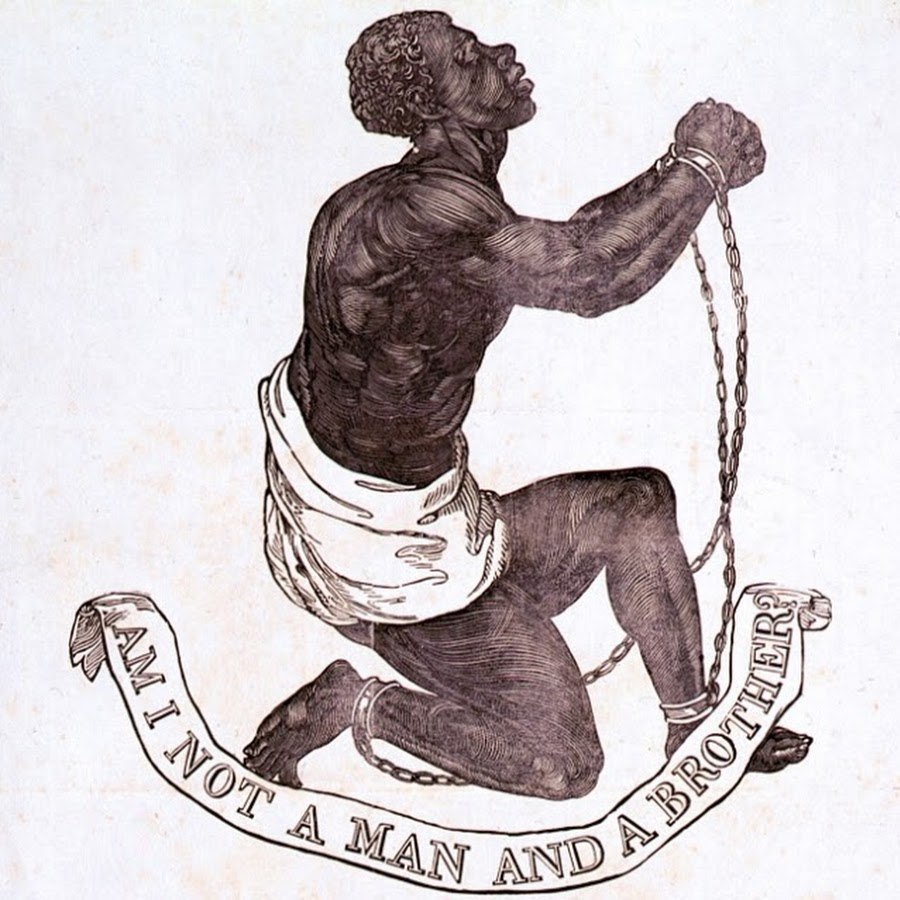
Эмблема, выступающего против рабства и работорговли, 1795 г.

25 марта 1807 года британский Парламент принял «Акт о запрете работорговли»
В 1823 запрещена перевозка рабов из одной колонии в другую, в 1834 — обязательство полного освобождения через четыре года. Ранее торговля неграми была приравнена к пиратству: военные корабли проводили досмотры торговых судов в Атлантическом океане.
На межгосударственном уровне негроторговля впервые открыто осуждена была от имени международного союза на конгрессах: Венском (1815) и Веронском (1822—1823), но в то время постановления конгрессов ни к каким положительным результатам не привели. Все старания Великобритании в этом направлении разбились о противодействие Испании и Португалии, опасавшихся разорения своих колоний от немедленного прекращения поступления темнокожих рабов, а отчасти и Франции, не желавшей усиления морского могущества Англии и унижения собственного флага предоставлением, в мирное время, английским крейсерам права осмотра и обыска подозрительных кораблей, плавающих в африканских водах. Нравственное значение осуждения негроторговли двумя конгрессами было, тем не менее, значительным достижением. Оно повлияло на постепенное заключение всеми морскими державами трактатов, организовавших наблюдательные эскадры и предоставивших договаривающимся сторонам право осмотра и ареста подозрительных судов.
В составе британского флота была образована специальная Западно-Африканская эскадра, занимавшаяся в числе прочего захватом судов работорговцев.

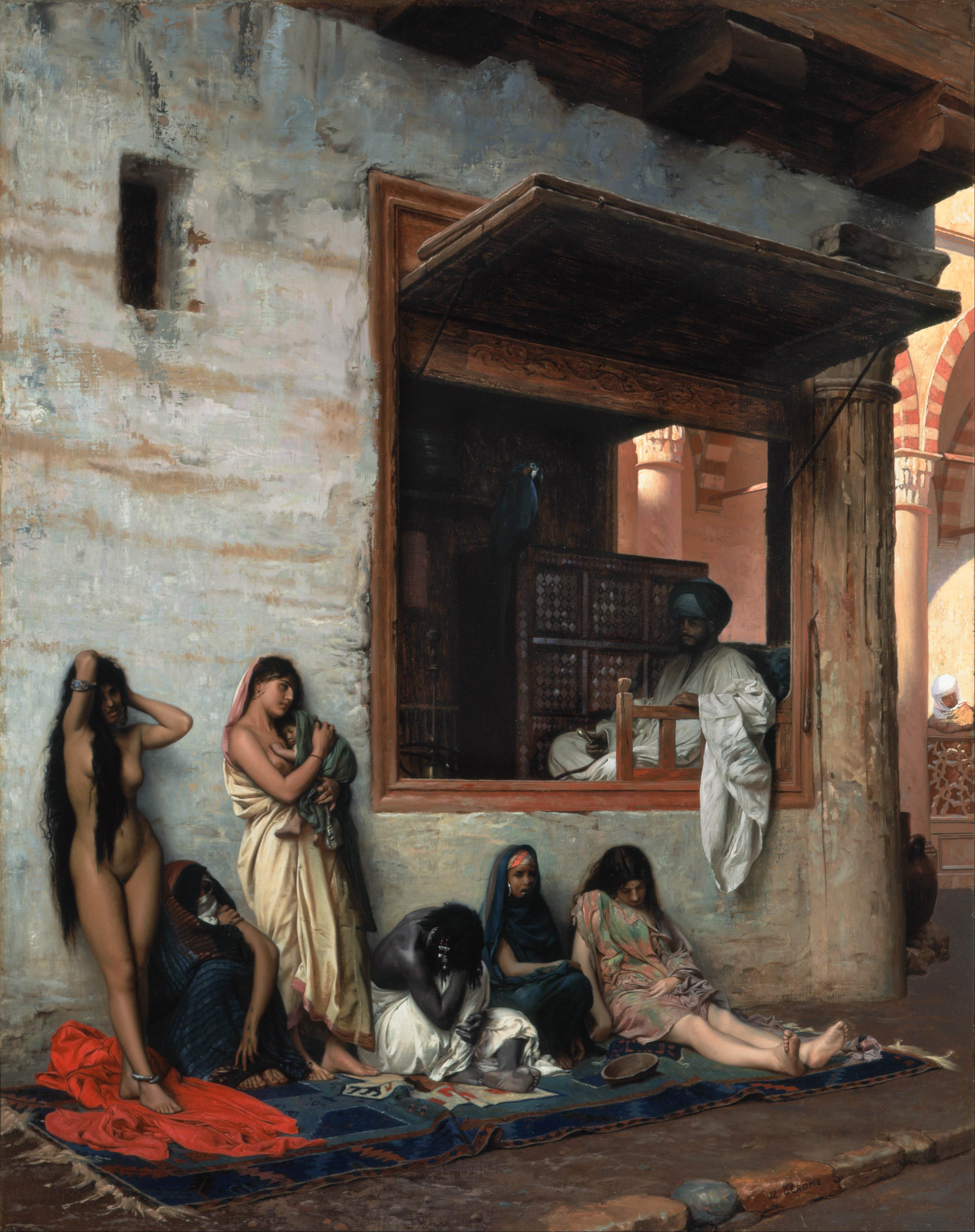
Рынок рабов в Каире, картина Жана-Леона Жерома, 1871 год

15 мая 1820 года Конгресс США приравнял работорговлю к пиратству, караемому смертной казнью, однако обыск американских судов иностранными гражданами не допускался. С 1820 года к борьбе с работорговлей в африканских водах присоединились корабли военного флота США.
Правительство США попыталось наладить вывоз освобождаемых рабов обратно в Африку, где для них была создана специальная колония Либерия. Аналогичную колонию для освобождённых рабов создали в 1843 году на территории нынешнего Габона французские власти.
Согласно британо-португальскому соглашению в Сьерра-Леоне была образована совместная комиссия для проверки судов, занимавшихся или подозревавшихся в работорговле. Это имело важное значение, поскольку на португальские колонии в начале XIX века приходилось около 43 % всего экспорта африканских рабов. С июня 1819 до конца 1840 года смешанные комиссии в Сьерра-Леоне с участием испанцев, португальцев и бразильцев рассмотрели дела о 425 захваченных британской эскадрой судах работорговцев. В ходе этих разбирательств был освобождён 59 341 раб.
Поскольку британские корабли вначале не имели права захватывать суда, на которых не находили рабов, то многие капитаны судов с рабами стали выбрасывать их за борт при приближении британских кораблей. Однако с 1835 года британским капитанам было разрешено задерживать работорговцев на основании косвенных улик. С ужесточением досмотров не согласилось правительство Португалии, посчитавшее, что наличие на борту кандалов и больших котлов для варки риса не может быть поводом для задержания судна. Однако Великобритания вынудила Португалию 3 июля 1842 года подписать договор, признававший право на захват судов работорговцев даже при отсутствии на них рабов. Аналогичные инструкции были в 1849 году даны и американским кораблям.
Тем не менее, в страны Южной и Северной Америки по-прежнему завозились десятки тысяч африканцев. Только в Бразилию с 1830 по 1856 год доставили 760 тысяч невольников. Остановить трансатлантическую работорговлю могла только полная отмена рабовладения.
С 1840-х годов все европейские уголовные законодательства вводят строгие кары для рабо- и негроторговцев, приравнивая работорговлю к морскому разбою. Такое постановление содержалось и в русском Уложении о наказаниях 1845 года (ст. 1861), по которому даже виновные лишь в приготовлении и вооружении корабля для работорговли подлежали наказанию, как за составление шайки для разбоя. Проект нового уголовного уложения не различал этих двух деяний, одинаково определяя и за то, и за другое каторгу на срок не свыше 8 лет. Судно, предназначенное для работорговли, и по Уложению, и по проекту подлежало конфискации. Указанные мероприятия оказались, однако, совершенно недостаточными для борьбы с работорговлей, как не достигло цели и постановление берлинской конференции 1885 г., не только воспрещающее работорговлю и все морские и сухопутные операции, доставляющие рабов, но и обязывающие содействовать уничтожению работорговцев и, в частности, принимать меры к тому, чтобы земли договаривающихся государств в бассейне Конго не могли служить ни рынком, ни транспортным путём для торговли людьми какой бы то ни было расы.
После берлинской конференции в Европе, особенно во Франции, Англии и Германии, возникло сильное движение против невольничества, во главе которого стоял французский кардинал Шарль Лавижери; но оно имело столь же мало практических последствий, как и проект Лавижери об основании особого союза, наподобие средневековых рыцарских орденов, для борьбы с арабами-негроторговцами.

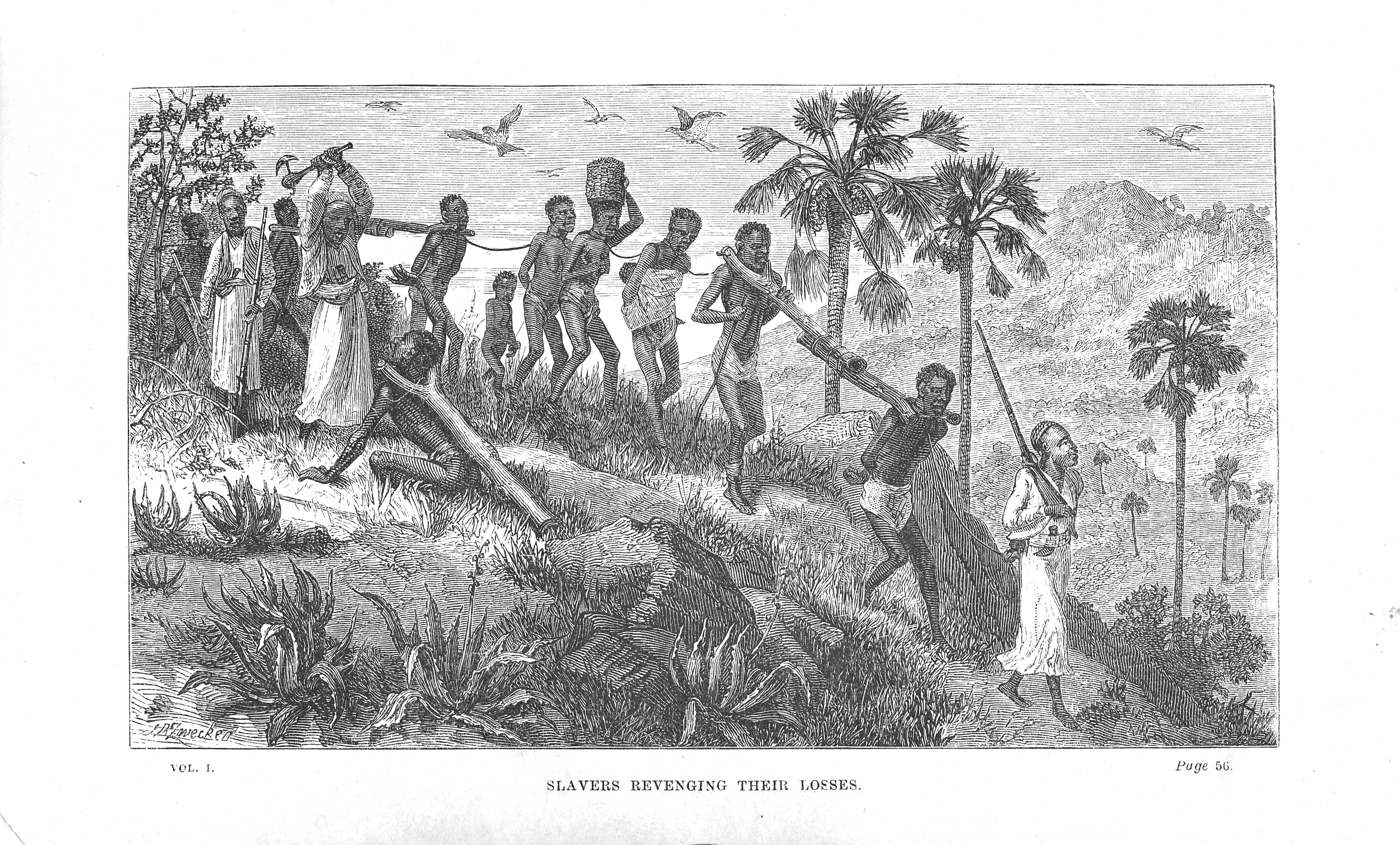
Арабско-суахильские работорговцы ведут караван рабов в Мозамбике.

В течение полувека со времени наложения запрета на работорговлю ведущими европейскими державами контроль за его осуществлением ограничивался преимущественно атлантическим побережьем Африки, а экспорт рабов из Восточной Африки практически не прекращался. С большим трудом британцам удалось заставить некоторых правителей Восточной Африки подписать договоры о запрете работорговли. В 1848 году такое соглашение подписал эмир Маската, а в 1849 году к нему присоединились вожди племён, живших на побережье Персидского залива. В 1873 году работорговля была запрещена на Занзибаре.
Однако и после подписания этих соглашений контроль за их выполнением был достаточно слабым. По данным Либовица, из Занзибара в район Персидского залива с 1867 по 1869 год было вывезено 39 645 рабов, в то время как британские корабли в Индийском океане за это же время освободили лишь 2645 человек.
Сложность борьбы с работорговлей была связана в Африке со значительной площадью территорий, малодоступных для крупных европейских отрядов, противостоянием отдельных племён, низким уровнем культуры обитателей, среди которых воинственные арабы являлись в конце XIX века сторонниками института рабства, продолжавшего существовать в мусульманских государствах. Число негров, ежегодно уводимых в рабство, определяли в миллион человек. Правда, положение рабов среди мусульман признавалось сносным, но охота за неграми внутри Африки и торговля ими сопровождалась бесчеловечными жестокостями. Однако сохранившиеся в Африке центры работорговли уже не могли сравниться по масштабам сделок с невольничьими рынками, которые ранее были вовлечены в трансатлантическую работорговлю.
Брюссельская конференция 1890 г., собравшаяся с целью выработки международной системы мер к действительному уничтожению рабовладения и работорговле в Африке (к постановлениям её, кроме европейских держав, примкнули Персия и Занзибар), выработала следующие меры борьбы с работорговлей:
- устройство укреплённых станций, прокладка железных и других дорог;
- устройство пароходных рейсов и телеграфных линий;
- ограничение ввоза оружия;
- охрана караванов, побережья и высот;
- снаряжение летучих отрядов для защиты туземцев;
- содействие миссиям и научным экспедициям;
- принятие всех беглых рабов на суда и станции договаривающихся держав и дарование им свободы.

В России закон 1893 г. подчинил особому надзору, согласно постановлениям брюссельской конференции, вывоз оружия и боевых припасов на территорию африканского материка, ограниченную 20 параллелью северной и 22 параллелью южной широты, и на острова, отстоящие не далее 100 морских миль от этой части материка. Вместе с тем, признавалась обязанность русского правительства карать за работорговлю и иностранцев, попавших в руки русских властей.

### Борьба с работорговлей на Чёрном море

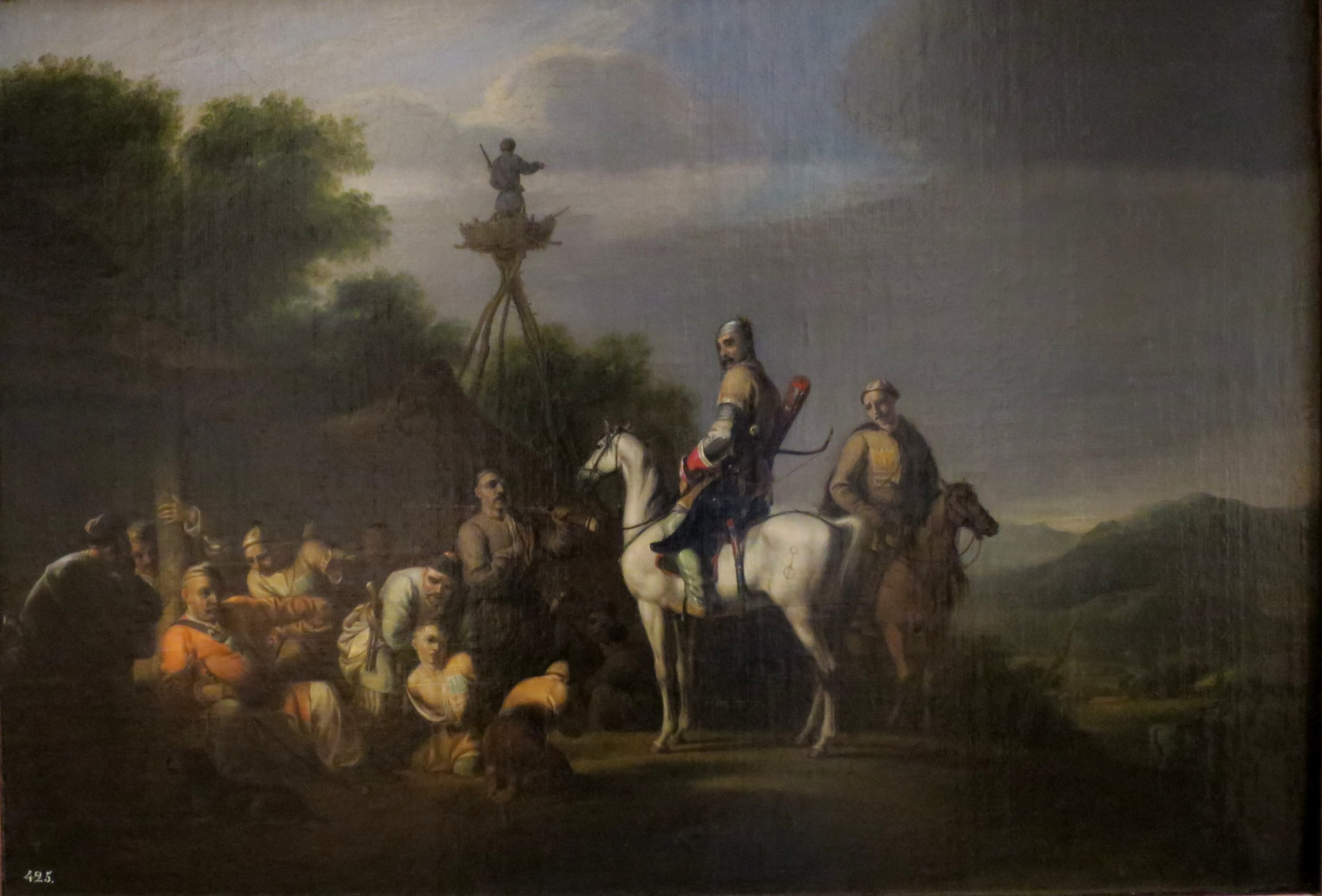
Вильям Аллан Пограничная стража (Черкесский князь, продающий двух мальчиков) 1814, холст, масло, 63х43, Государственный эрмитаж

В XVIII веке на Северном Кавказе процветала торговля рабами (и особенно рабынями). Как писал Д. Г. Анучин, «на всем протяжении восточного берега Чёрного моря до Гагр горцы … производили значительный… торг с турками, особенно невольниками». В XVIII — начале XIX века самыми крупными рынками рабов в этом регионе были: на Северо-Восточном Кавказе «Чёрный рынок» или «Кара базар» (ныне посёлок Кочубей в Дагестане), Тарки, Дербент, селение Джар, Аксай и аул Эндери; на Северо-Западном Кавказе — османские порты и крепости на черноморском побережье: Геленджик, Анапа, Еникале, Суджук-Кале (Новороссийск), Сухум-Кале (Сухуми), Копыл, Туапсе, Хункала (Тамань) и др. При этом большинство рабов на рынках Северо-Восточного Кавказа (и особенно Дагестана) было грузинами, которые попадали в рабство в результате набегов горцев, а на Северо-Западном Кавказе большинство рабов было из абхазов и черкесов. 

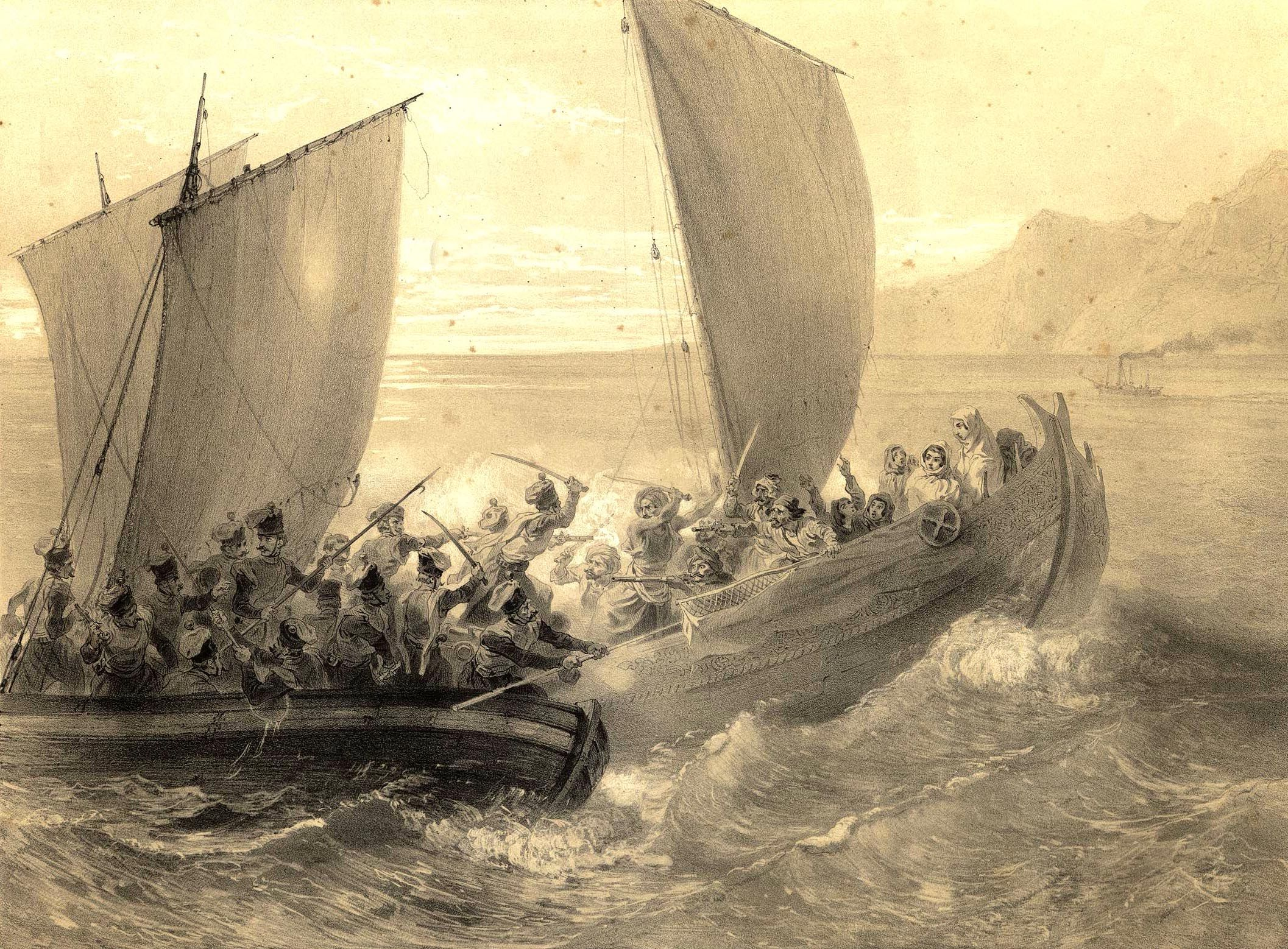
Григорий Григорьевич Гагарин Берег Чёрного моря. Азовские казаки берут на абордаж турецкую лодку с невольниками, 1847, книжная иллюстрация. Нью-Йоркская публичная библиотека

М. Пейсонель в середине XVIII в. писал, что «в зависимости от того, к какой национальности принадлежат порабощённые, назначается и их цена. Черкесские невольники привлекают покупателей в первую очередь. Женщин этой крови охотно приобретают в наложницы татарские князья и сам турецкий султан». Голландец Жан Стрюи в XIX веке писал про черкешенок: «…Слава об их красоте так хорошо распространилась, что на трапезонтском и константинопольском базарах за черкешенку почти всегда вдвое, иногда втрое больше платят, чем за женщину, красота которой, при первом взгляде, показалась бы нам равною с первой и даже превосходящею». «Черкесские красавицы» и в Европе рассматривались как идеал женской красоты.
С 1830-х годов масштабы работорговли на Чёрном море стали снижаться в связи с тем, что по Адрианопольскому мирному договору 1829 года Черноморское побережье Кавказа отошло к Российской империи и вывоз невольников черкесскими и турецкими купцами стал пресекаться Императорским Черноморским флотом и войсками Черноморской береговой линии. В результате стоимость невольниц на Кавказе снизилась, что отметил английский путешественник Эдмонд Спенсер: «В настоящее время, вследствие ограниченной торговли между жителями Кавказа и их старыми друзьями, турками и персами, цена женщин значительно упала; те родители, у которых полный дом девочек, оплакивают это с таким же отчаянием, как купец грустит об оптовом магазине, полном непроданных товаров. С другой стороны, бедный черкес ободряется этим состоянием дела, так как вместо того, чтобы отдать весь свой труд в течение многих лет или отказаться от большей части своего крупного и мелкого рогатого скота, он может теперь получить жену на очень лёгких условиях — ценность прекрасного товара падает от огромной цены сотен коров до двадцати или тридцати».

## Работорговля в современном мире
Сегодня работорговля существует в некоторых странах Азии, Африки, Латинской Америки.
Например, в Нигере основными посредниками в торговле рабами являются туареги. По данным организации Timidria, в 2003 году в Нигере в рабстве находилось 870 тыс. человек.
В борьбе с современной работорговлей участвуют неправительственные организации, как например, организация Association for Community Development (Бангладеш), Bonded Liberation Front (Индия), Anti-Slavery International (США).

## Работорговля и ООН
ЮНЕСКО объявила 23 августа Международным днём памяти жертв работорговли и её ликвидации.